# Eszlári Beáta
Eszlári Beáta (Budapest, 1953. január 6. –) Balázs Béla-díjas (1999) magyar film- és videovágó.

## Életpályája
Szülei: Eszlári Pál és Nagy Lenke. 1959–1967 között a Szemere utcai Általános Iskola diákja volt. 1967–1971 között a Szent István Gimnáziumban tanult. 1971–1999 között a Magyar Televízió drámai főosztályán, majd a vágó osztályán dolgozott. 1971–1972 között vágó gyakornok volt. 1972–1975 között vágóasszisztensként dolgozott. 1974–1977 között a Színház- és Filmművészeti Főiskola filmvágó szakos hallgatója volt. 1975–1999 között dolgozott vágóként. 1999 óta szabadfoglalkozású vágó.

## Filmjei
- A havasi selyemfiú (1978)
- Appassionate (1982)
- A Fekete Császár
- Vonzások és választások (1985)
- A fekete kolostor (1986)
- Labdaálmok (1989)
- Rádióaktív BUÉK (1993)
- Öregberény (1993-1995)
- Családi nyár (1995)
- A párduc és a gödölye (1995)
- Szappanbuborék (1995)
- Pótvizsga (1996)
- Cirkusz (1996)
- Haggyállógva, Vászka (1996)
- A szórád-ház (1997)
- Mucius (1997)
- Az öt zsaru (1998-1999)
- Európa expressz (1999)
- Meseautó (2000)
- A nagyúr - gróf Bánffy Miklós (2001)
- Rendőrsztori (2002)
- Táncrend (2003)
- Szörnyek ebédje (2005)
- Szőke kóla (2005)
- Andersen, avagy a mesék meséje (2006)
- Hosszú utazás (2007)
- A kísértés (2007)
- Eszter hagyatéka (2008)
- Kishalak... Nagyhalak... (2008)
- Hitvallók és ügynökök (2009)

## Díjai, elismerései
- A filmszemle díja (1996)
- Balázs Béla-díj (1999)